# Terminal LNG w Kłajpedzie
Terminal LNG w Kłajpedzie (lit. Klaipėdos suskystintų gamtinių dujų terminalas) – litewski terminal przeładunkowy i regazyfikacyjny skroplonego gazu ziemnego (LNG) w Kłajpedzie.